# Gilles Chavassieux
Pour les articles homonymes, voir Chavassieux.
 (mai 2025).
La mise en forme du texte ne suit pas les recommandations de Wikipédia : il faut le « wikifier ».
Les points d'amélioration suivants sont les cas les plus fréquents :
- Les titres sont pré-formatés par le logiciel. Ils ne sont ni en capitales, ni en gras.
- Le texte ne doit pas être écrit en capitales (les noms de famille non plus), ni en gras, ni en italique, ni en « petit »…
- Le gras n'est utilisé que pour surligner le titre de l'article dans l'introduction, une seule fois.
- L'italique est rarement utilisé : mots en langue étrangère, titres d'œuvres, noms de bateaux, etc.
- Les citations ne sont pas en italique mais en corps de texte normal. Elles sont entourées par des guillemets français : « et ».
- Les listes à puces sont à éviter, des paragraphes rédigés étant largement préférés. Les tableaux sont à réserver à la présentation de données structurées (résultats, etc.).
- Les appels de note de bas de page (petits chiffres en exposant, introduits par l'outil «  Source ») sont à placer entre la fin de phrase et le point final[comme ça].
- Les liens internes (vers d'autres articles de Wikipédia) sont à choisir avec parcimonie. Créez des liens vers des articles approfondissant le sujet. Les termes génériques sans rapport avec le sujet sont à éviter, ainsi que les répétitions de liens vers un même terme.
- Les liens externes sont à placer uniquement dans une section « Liens externes », à la fin de l'article. Ces liens sont à choisir avec parcimonie suivant les règles définies. Si un lien sert de source à l'article, son insertion dans le texte est à faire par les notes de bas de page.
- La présentation des références doit suivre les conventions bibliographiques. Il est recommandé d'utiliser les modèles {{Ouvrage}}, {{Chapitre}}, {{Article}}, {{Lien web}} et/ou {{Bibliographie}}. Le mode d'édition visuel peut mettre en forme automatiquement les références.
- Insérer une infobox (cadre d'informations à droite) n'est pas obligatoire pour parachever la mise en page.

Pour une aide détaillée, merci de consulter Aide:Wikification.
Si vous pensez que ces points ont été résolus, vous pouvez retirer ce bandeau et améliorer la mise en forme d'un autre article.
Gilles Chavassieux, né à Lyon le 1er février 1934 à l’hôpital de l’Hôtel-Dieu, est un comédien et metteur en scène français. Il est également le fondateur du Théâtre Les Ateliers de Lyon, où il fut directeur de 1975 à 2013.

## Biographie

### Jeunesse
Après une première scolarité dans diverses écoles publiques lyonnaises, il entre en 1948 au lycée La Martinière pour préparer une école d’ingénieur. Dans le même temps il suit les cours du conservatoire d’Art Dramatique de Lyon. En 1952, il doit interrompre sa scolarité et travaille dans différents bureaux d’études industrielles. A dix huit ans, il est financièrement autonome. Un enseignant lui a fait connaître le Théâtre de la Comédie de Lyon de Roger Planchon, il en devient un spectateur assidu. Il découvre les univers des auteurs contemporains, Arthur Adamov, Bertolt Brecht, Eugène Ionesco, Roger Vitrac, l’allemand Heinrich von Kleist, le hongrois Ferenc Molnar et aussi les «Burlesques Digests Maison» dont les recettes sont nécessaires à la survie du lieu. Durant l’été 1953, il effectue un stage d’été d’Art Dramatique à Annecy avec Gabriel Monnet où il rencontre Michel Vinaver. De retour à Lyon il rejoint l’école du Théâtre de la Comédie de Lyon tout en continuant de travailler en bureau d’études.

### Théâtre

#### Premiers pas
De 1955 à 1957 il joue dans plusieurs spectacles au Théâtre de la Comédie de Lyon, puis de 1957 à 1959 il est engagé dans la troupe permanente du Théâtre de la Cité (Villeurbanne).Il n’échappe pas à la conscription. Libéré de ses obligations militaires, il rejoint la Comédie de Bourges de Gabriel Monnet de 1961 à 1962 puis de nouveau le Théâtre de la Cité (Villeurbanne) de 1963 à 1972. C’est une période d’intense collaboration avec Roger Planchon, en particulier lors de la création de ses textes ainsi que sur les reprises nationales et internationales créées au Théâtre de la Cité (Villeurbanne) qui deviendra en 1972 le T.N.P. de Villeurbanne.
En 1964, et jusqu'en 1974, il fonde et développe Le Groupe 64 pour un répertoire de théâtre populaire pour adolescents.

##### Conception du Théâtre Les Ateliers
En 1972, souhaitant poursuivre son travail en faveur des écritures contemporaines, il quitte le T.N.P. pour fonder un lieu permanent de production et de diffusion pour les écritures contemporaines. Ce sera le Théâtre les Ateliers qui ouvrira en Octobre 1975.

## Représentations théâtrales

### Comédien
- 1955, Grand peur et misère du troisième Reich, de Bertolt Brecht, mise en scène Roger Planchon, Théâtre de la Comédie de Lyon.
- 1955, La leçon d’Eugène Ionesco, mise en scène Roger Planchon, Théâtre de la Comédie de Lyon.

- 1955, Victime du devoir, d’Eugène Ionesco, mise en scène Roger Planchon, Théâtre de la Comédie de Lyon.

- 1956, Aujourd’hui ou les Coréens, de Michel Vinaver, mise en scène Roger Planchon. Création, Théâtre de la Comédie de Lyon.

- 1957, Rocambole, collectif d’après Ponson du Terrail, mise en scène Roger Planchon. Nouvelle création, Théâtre de la Comédie de Lyon.

- 1957, Henry IV et Falstaff de William Shakespeare, mise en scène Roger Planchon, Théâtre de la Cité (Villeurbanne).

- 1958, Les trois mousquetaires, de Dumas, Planchon, Lochy, mise en scène Roger Planchon. Création, Théâtre de la Cité (Villeurbanne).

- 1961, Timon d’Athènes, de William Shakespeare, mise en scène Gabriel Monnet, Comédie de Bourges.

- 1962, C’est la guerre Arlequin, de Michel Arnaud, mise en scène Gabriel Monnet. Création, Comédie de Bourges.

- 1963, O m’man Chicago, de et mise en scène Roger Planchon. Création, Théâtre de la Cité (Villeurbanne).

- 1964, Schweik dans la seconde guerre mondiale, de Bertolt Brecht, mise en scène Roger Planchon, Théâtre de la Cité (Villeurbanne).

- 1964, Troïlus et Cressida de William Shakespeare, mise en scène Roger Planchon, Théâtre de la Cité (Villeurbanne).

- 1965, La Remise, de Roger Planchon, de et mise en scène Roger Planchon. Reprise, Théâtre de la Cité (Villeurbanne).

- 1965, Bleus, Blancs, Rouges ou Les Libertins, de et mise en scène Roger Planchon. Création. Tournée internationale. 

- 1967, Bleus, Blancs, Rouges ou Les libertins, de et mise en scène de Roger Planchon, festival d’Avignon. 

- 1968, Le coup de Trafalgar, de Roger Vitrac, mise en scène Jacques Rosner, Théâtre de la Cité (Villeurbanne).

- 1969, L’Infâme, de Roger Planchon, mise en scène Roger Planchon et Jacques Rosner. Création, Théâtre de la Cité (Villeurbanne).

- 1968, Les cavaliers, d’après Aristophane, adaptation Gilles Chavassieux, Groupe 64.

- 1975, Ivan vassiliévitch, de Mikhaïl Boulgakov. Reprise Théâtre Les Ateliers.

- 1976, Le Surmâle, d’après Alfred Jarry adaptation Alain Sergent. Création. Théâtre Les Ateliers. 

- 1980, Racines, d’Arnold Wesker. Théâtre les Ateliers et tournée.

- 1981, Pol, d’Alain Didier Weill. Création. Théâtre Les Ateliers.

- 1982, Entrevue au parloir, de Fernand Seltz. Création. Théâtre Les Ateliers.1983, La dernière bande, de Samuel Beckett. Théâtre Les Ateliers.

- 1985, Le Square, de Marguerite Duras. Théâtre Les Ateliers.1997, Sainte Europe, d’Arthur Adamov, version Alain Jugnon. Reprise, M.D.C. Bourges.

- 1994, Le cas Gaspard Meyer, de Jean Yves Picq. Création. Théâtre les Ateliers.

- 1999, Néo, trois panneaux d’apocalypse, de Jean Pierre Sarrazac. Création. Théâtre Les Ateliers.

- 2000, Antigone, de Bertolt Brecht, Théâtre Les Ateliers.

- 2002, Push Up, de Roland Schimmelpfennig. Création. Théâtre Les Ateliers et tournée.

### Assistant

#### Avec Roger Planchon
- 1963, Georges Dandin, de Molière, reprises et tournées, Théâtre de la Cité (Villeurbanne).

- 1964, Le Tartuffe, de Molière, reprises et tournées, Théâtre de la Cité (Villeurbanne).

- 1965, Bleus Blancs Rouges ou Les Libertins, de Roger Planchon. Création. Tournée internationale.

- 1966, Richard III, de William Shakespeare. Nouvelle création à Villeurbanne, Théâtre de la Cité (Villeurbanne).

- 1966, Bérénice, de Jean Racine, reprise, Théâtre de la Cité (Villeurbanne).

- 1967, Bleus, Blancs, Rouges ou Les Libertins, de Roger Planchon. Nouvelle création, Festival d’Avignon.

- 1967, Le Tartuffe, de Molière. Nouvelle création, Festival d’Avignon.

- 1968, Dans le vent grrr, de Roger Planchon. Création, Théâtre de la Cité (Villeurbanne).

- 1968, La contestation et la mise en pièces de la plus illustre des tragédies françaises, Le Cid de Pierre Corneille, suivies d'une cruelle mise à mort de l'auteur et d'une distribution gracieuse de diverses conserves culturelles, mise en scène de Roger Planchon. Création Théâtre de la Cité. Nouvelle création au Théâtre Montparnasse.

- 1969, L’Infâme, de Roger Planchon. Nouvelle création et reprise au Théâtre Montparnasse et en tournées.

- 1969, Bérénice, de Jean Racine, reprises au Théâtre Montparnasse et tournées.

- 1970, La langue au chat, de et mise en scène Roger Planchon et Gilles Chavassieux. Création et tournée, Théâtre de la Cité (Villeurbanne).

#### Avec Jacques Rosner
- 1966, Le dernier adieu d’Armstrong, de John Arden, Théâtre de la Cité (Villeurbanne).

- 1968, Le coup de Trafalgar, de Roger Vitrac, Théâtre de la Cité (Villeurbanne).

### Metteur en scène
Durant ces années, dans la perspective de l’élargissement nécessaire de la base sociologique des spectateurs, Gilles Chavassieux a fondé le Groupe 64 et son répertoire de théâtre pour la jeunesse. Durant les années qui suivent, en collaboration avec la Fédération des Œuvres Laïques et l’agrément de la Jeunesse et des sports, les préadolescents peuvent assister, dans le cadre des activités scolaires aux représentations données sur l’agglomération lyonnaise et en tournées. Le département du Rhône puis l'État apporteront leur soutien. Puis en 1977, la compagnie passe Hors Commission.

#### Œuvres
- 1964, Le Roman de Renard, collectif, Groupe 64.

- 1965, Les guerres Picrocholines, d’après François Rabelais, collectif. Création, Groupe 64. 

- 1966, Le Capitaine Fracasse, d’après Théophile Gautier adaptation Gilles Chavassieux. Création, Groupe 64.

- 1967, Gil Bas de Santillane, d’après Alain-René Lesage, adaptation Jean Yves Picq / Gilles Chavassieux. Création, Groupe 64.

- 1968, Les cavaliers, d’après Aristophane, adaptation Gilles Chavassieux. Création, Groupe 64.

- 1969, Les trois mousquetaires, version Roger Planchon / Claude Lochy; Nouvelle création, Théâtre d’Odens, Danemark.

- 1971, Récital Tchékhov, avec Gérard Guillaumat, Théâtre de la Cité (Villeurbanne).

- 1972, La Langue au chat, de Roger Planchon, mise en scène de l’auteur et de Gilles Chavassieux. Création, Théâtre de la Cité (Villeurbanne).

- 1973, Maître Gaspard Fix, d’après Erkmann-Chatrian, adaptation Jean Yves Picq. Création, Groupe 64.

- 1974, Ivan Vassiliévitch, de Mikhaïl Boulgakov, traduction Marie Hélène et Yann Jomaron, assistant Alain Sergent. Création, Festival d'Avignon, salle Benoit XII.

- 1976, Si l’été revenait, d’Arthur Adamov. Création, Théâtre Les Ateliers.

- 1976, la double inconstance, de Marivaux, Festival de Fourvière/MDC Grenoble.

- 1976, Le Surmâle, d’Alfred Jarry, adaptation Alain Sergent. Création, Théâtre Les Ateliers.

- 1977, La grande imprécation devant les murs de la ville, de Tankred Dorst, Parc de Miribel-Jonage.

- 1977, Oeuvre, de Danielle Sarréra avec Catherine Cauwet. Création, Théâtre Les Ateliers.

- 1978, Les amants puérils, de Fernand Crommelynck, Théâtre Les Ateliers.

- 1978, Si l’été revenait, de Arthur Adamov, nouvelle création, Théâtre de la tempête,,

- 1979, Racines, de Arnold Wesker, Théâtre Les Ateliers.

- 1980, Racines, de Arnold Wesker, reprise et tournée, Théâtre de Sartrouville.

- 1980, Les Huissiers, Michel Vinaver. Création, Théâtre Les Ateliers / Annecy / Mâcon,,.

- 1980, Comme nous avons été / Les Retrouvailles, d’Arthur Adamov. Création, Théâtre Les Ateliers.

- 1981, Pol, d’Alain Didier-Weill. Création, Théâtre Les Ateliers.

- 1982, Preparadise sorry now, de Rainer Werner Fassbinder. Création, Centre commercial de la Part Dieu.

- 1982, Preparadise sorry now, de Rainer Werner Fassbinder, tentative de reprise, Centre Georges Pompidou.

- 1982, Entrevue au parloir, de Fernand Seltz. Création, Théâtre Les Ateliers.

- 1983, Dans la jungle des villes, de Bertolt Brecht, assistant Alain Jugnon, Théâtre Les Ateliers.

- 1983, La dernière bande / fragments de théâtre A et B, de Samuel Beckett, assistant Alain Jugnon, Théâtre Les Ateliers.

- 1984, La Mission, souvenir d’une révolution, de Heiner Müller, Théâtre Les Ateliers.

- 1984, Les bonnes, de Jean Genet, Théâtre Les Ateliers.

- 1985, Du sang sur le cou du chat, de Rainer Werner Fassbinder. Création, Théâtre Les Ateliers.

- 1985, Partition, de Jean Yves Picq. Création, Théâtre Les Ateliers.

- 1985, Le Square, de Marguerite Duras, Théâtre Les Ateliers.

- 1986, Ni chair ni poisson, de Franz Xaver Kroetz. Création, Théâtre Les Ateliers,.

- 1987, Ni chair ni poisson, de Franz Xaver Kroetz, Nouvelle création, Théâtre de Boulogne Billancourt.

- 1987, Annie Wobbler, d’Arnold Wesker. Avec Christiane Cohendy. Création, Théâtre Les Ateliers.

- 1987, Annie Wobbler, d’Arnold Wesker, reprise, Théâtre de l’Athénée.

- 1988, Annie Wobbler, d’Arnold Wesker, avec Édith Scob, nouvelle création, Théâtre National de Strasbourg / Nouveau Théâtre de Belgique.

- 1988, La vie est un songe, de Pedro Calderón de la Barca, Théâtre Les Ateliers.

- 1988, Bouvard et Pécuchet, de Gustave Flaubert, adaptation Alain Jugnon. Création, Théâtre Les Ateliers.

- 1989, Sainte Carmen de Montréal, de Michel Tremblay. Création, Théâtre Les Ateliers.

- 1990, La maison natale, de Henry James, adaptation Jean Yves Picq. Création, Théâtre Les Ateliers.

- 1991, Les Nègres, de Jean Genet, reprise festival des francophonies Limoges et tournées, Marseille le Gyptis,Blois, Sarrebruck, Théâtre Les Ateliers.

- 1992, Les Nègres, de Jean Genet, nouvelle création. Maison des Cultures du Monde.

- 1992, Les mimosas d’Algérie, de Richard Demarcy. Création, reprise théâtre Saint Gervais, Genève et tournées, Théâtre Les Ateliers.

- 1992, Sainte Europe, d’Arthur Adamov, version Alain Jugnon. Création, Théâtre Les Ateliers,,.

- 1993, Sainte Europe, d’Arthur Adamov, version Alain Jugnon, nouvelle création, MDC Bourges.

- 1993, Bacchanales viennoises,d’Arthur Schnitzler, adaptation Gilles Chavassieux. Création, Théâtre Les Ateliers.

- 1994, Le cas Gaspard Meyer, de Jean Yves Picq. Création, Théâtre Les Ateliers.

- 1995, L’Émission de télévision, de Michel Vinaver, Théâtre Les Ateliers,.

- 1995, Une Mégère apprivoisée, de William Shakespeare, adaptation ChaLaGuinle. Création, Théâtre Les Ateliers. 

- 1996, Histoire passionnante de la vie d’un petit ramoneur savoyard, de Joseph- Laurent Fénix avec Gérard Guillaumat. Création, Théâtre Les Ateliers. 

- 1997, Elle, de Jean Genet, Théâtre Les Ateliers,.

- 1997, Elle, de Jean Genet, reprise et tournée, Théâtre du Vieux Colombier,,,.

- 1998, Le Ping-Pong, d’Arthur Adamov, production Comédie Française, Théâtre du Vieux Colombier, reprise au Théâtres les Ateliers,.

- 1999, Néo, trois panneaux d’apocalypse, de Jean Pierre Sarrazac. Création, Théâtre Les Ateliers.

- 2000, Antigone, de Bertolt Brecht, Lyon et tournée, Théâtre Les Ateliers.

- 2000, Vodou, de Gilles granouillet. Création, Théâtre Les Ateliers.

- 2001, 9mm, de Lionel Spycher. Création et tournée, Théâtre Les Ateliers.

- 2001, Boucherie de l’espérance, de Kateb Yacine. Création, reprises et tournées. Mise en scène Chavassieux / Mangenot , Théâtre Les Ateliers.

- 2001, Si l’été revenait, d’Arthur Adamov, nouvelle création, Théâtre Les Ateliers.

- 2002, Nina, c’est autre chose, de Michel Vinaver, reprises et tournées, Théâtre Les Ateliers.

- 2002, Push Up, de Roland Schimmelpfennig. Création, Théâtre Les Ateliers.

- 2003, Push Up, de Roland Schimmelpfennig, reprise et tournées, Théâtre du Passage, Neuchâtel. 

- 2004, Têtes rondes, Têtes pointues, de Bertolt Brecht, tournée, Théâtre Les Ateliers.

- 2004, Herr Paul, de Tankred Dorst. Création et tournée, Théâtre Les Ateliers.

- 2005, Les carnets du Président, de Lionel Spycher. Création et tournée, Théâtre Les Ateliers.

- 2006, Hiver, de Jon Fosse. Création, Théâtre Les Ateliers.

- 2006, Le Tigre bleu de l’Euphrate, de Laurent Gaudé, Théâtre Les Ateliers.

- 2007, Hiver, de Jon Fosse. Nouvelle création, Théâtre National de Wallonie-Bruxelles.

- 2007, Le tigre bleu de l’Euphrate, de Laurent Gaudé, reprises et tournées, Théâtre Les Ateliers.

- 2007, En ordre de Bataille, d’Alain Jugnon. Création, reprises et tournées, Théâtre Les Ateliers.

- 2009, Faire l’amour est une maladie mentale qui gaspille du temps et de l’énergie, de Fabrice Melquiot. Création, reprises et tournées, Théâtre Les Ateliers.

- 2010,A la tombée de la nuit, de Peter Turrini. Création, Théâtre Les Ateliers.

- 2011, TDM3/Théâtre du mépris, de Didier-georges Gabily, Théâtre Les Ateliers.

- 2012, Perplexe, de Marius Von Mayenburg, mise en scène avec le collectif Ildi!Eldi. 

- 2013, Le Square, de Marguerite Duras. Nouvelle production, Théâtre Les Ateliers.

## Publication
Chavassieux, G., Pour le théâtre, 2017, Editions Chomarat Michel Eds.